# Образцов, Владимир Фёдорович
Владимир Фёдорович Образцов (род. 1954) — российский физик, специалист в области экспериментальной физики высоких энергий, член-корреспондент РАН (1997).

## Биография
Родился 28 марта 1954 года в с. Петровское Московской области.
С 1977 года после окончания с отличием факультета общей и прикладной физики МФТИ работает в Институте физики высоких энергий, где прошел путь от старшего лаборанта до начальника лаборатории.
В 1984 году защитил кандидатскую диссертацию на тему «Изучение К+К-πо-системы, образованной в реакциях перезарядки при энергии 33 ГэВ».
В 1987—1989 годах был руководителем группы советских ученых в Европейском центре ядерных исследований.
В 1997 году избран членом-корреспондентом РАН.
В 1997—2007 годах возглавлял отдел экспериментальной физики ИФВЭ.
В 1998 году защитил докторскую диссертацию на тему «Поиски бозона Хиггса на коллайдере LEP: Детекторы для установки DELPHI»).
В настоящее время является начальником лаборатории электрослабых процессов отделения экспериментальной физики ИФВЭ.

## Научная деятельность
Труды по физике высоких энергий (поиск и изучение редких электромагнитных распадов, например, распадов каонов, поиск бозонов Хиггса и др.). Возглавлял группу поиска бозонов Хиггса в Европейском центре ядерных исследований.
В 2015 году группа В. Ф. Образцова объявила об открытии явление распада B-мезона на два мюона: мюон+ и мюон-. Это открытие подтверждает Стандартную модель и противоречит теориям, основанным на идее Суперсимметрии.
Руководит экспериментами в области физики высоких энергий по поиску проявлений лептокварков и заряженного бозона Хиггса в распадах заряженных каонов, по поиску нарушения T-инвариантности в распадах каонов, по поиску супер-редкого распада K+→πνν, по поиску точному измерению отношения вероятностей распадов K→eν/μν.
С 2001 года ведет преподавательскую деятельность в должности профессора на кафедре физики элементарных частиц физического факультета МГУ, читает курс «Электрослабые взаимодействия(эксперимент)».
Под его руководством в ИФВЭ защищено две кандидатских и две докторские диссертации.
Член редколлегии журнала «Успехи физических наук».

## Награды
- Премия имени академика М. А. Маркова (совместно с В. Н. Болотовым, за 2009 год) — за большой вклад в исследования редких распадов мезонов и создание установки ИСТРА+ на пучке протонного синхротрона У-70 ИФВЭ[4]